# Гусиный смалец
Гусиный смалец (или шмальц; англ. schmaltz) — топленый гусиный, реже куриный, жир. Неотъемлемая часть традиционной кухни ашкеназов, где веками используется в самых разных блюдах, таких как: куриный суп, латкес, мацебрай, рубленый печёночный паштет, суп с кнедлями, жареный цыпленок и многие другие. Является кулинарным жиром, применяется также в качестве усилителя вкуса или жировой приправы.

## Этимология
Гусиный смалец или шмальц (англ. schmaltz) — существительное, происходящее от немецкого глагола нем. schmelzen, означающего «таять, плавить». Немецкие корни «smeltan» прослеживаются в современном английском глаголе «плавить» (англ. to smelt). Шмальц вошел в английский язык через идиш евреев-ашкеназов, которые использовали слово «шмальц» для обозначения кошерного птичьего жира; слово «шмальц» (идиш שמאַלץ‎) означает топленый птичий жир. Английский термин «schmaltz» родственен нем. Schmalz, который обозначает любой топленый жир животного происхождения, включая, к примеру, сало (нем. Schweineschmalz) или топленое масло (нем. Butterschmalz). Английский язык следует здесь идишу и называет шмальцем топленый птичий (гусиный) жир.

## История

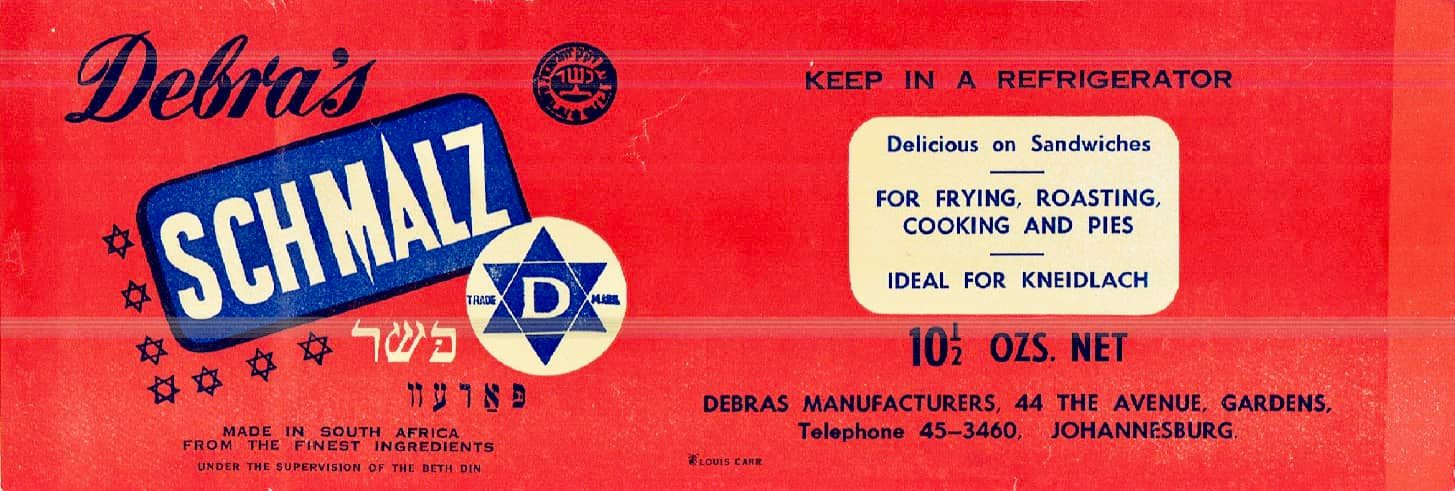
Марка гусиного смальца Debra’s Schmaltz, ЮАР, 1951 год

Исторически сложилось так, что курятина была самым популярным мясом в ашкеназской еврейской кухне из-за ограничений для евреев, которым часто не разрешалось владеть землёй в Европе и, следовательно, они не могли заниматься выращиванием домашнего скота. Гусиный смалец всё чаще применялся в кулинарных традициях еврейских общин северной, западной и центральной Европы, поскольку он был экономичной заменой оливкового масла, которого не было в этих регионах. Раньше оливковое масло играло важную роль в еврейской кулинарной традиции. Его использовали предки евреев-ашкеназов в древнеизраильской кухне, до насильственного изгнания евреев из римского Израиля, и оно оставалось популярным и не прекращалось в сефардской кухне и кухне мизрахим.
Поскольку оливковое масло и другие растительные масла (например, кунжутное масло, которое евреи использовали в Месопотамии) были недоступны в северо-западной Европе, евреи-ашкеназы обратились к источникам животного происхождения. Однако кашрут запрещал евреям использовать самые распространенные в Северной Европе кулинарные жиры, а именно сливочное масло и сало. Масло, полученное из молока, нельзя использовать с мясом в соответствии с еврейским запретом на смешивание мяса и молочных продуктов. Сало же получают из свинины, которое не является кошерным животным. Жир, который получали из говядины или баранины, был бы слишком дорог. Кроме того, некоторые виды животного жира являются хелевом для религиозных евреев и их потребление запрещено. Таким образом, евреи-ашкеназы выбрали птичий жир в качестве наиболее предпочтительного и доступного кулинарного жира. Гусиный смалец стал самым популярным кулинарным жиром, используемым жителями местечек Центральной и Восточной Европы. Смалец использовался во множестве блюд, которые соответствовали законам о кошерном питании. Практика перекармливания гусей для производства бо́льшего количества жира, также привела к появлению фуа-гра.
Заодно смалец повсеместно оценили и этносы, вместе с которыми жили евреи. Гусиный смалец вошёл в национальные кухни нескольких европейских народов.
На рубеже XX века, когда евреи-ашкеназы бежали от эскалации антисемитизма и преследований в Европе и искали убежища в Соединенных Штатах и других странах, они привезли с собой рецепты и кулинарные традиции, в том числе и гусиный смалец. Он оставался популярным в американской еврейской кухне, пока не начал выходить из массового употребления (по крайней мере, в диаспоре) в течение второй половины прошлого века из-за неудобств, связанных с его приготовлением, соблюдением диет, опасений связанных с содержанием в гусином смальце насыщенных жиров, повсеместным распространением растительных масел и маргарина.
Шмальц потесненный альтернативами, которые считаются более здоровой пищей, такими как вышеупомянутые растительные масла, тем не менее по-прежнему широко используется в еврейских гастрономах и еврейских ресторанах, а также в общине харедим. Начиная с XXI века, шмальц вернул большую часть своей былой популярности, когда различные знаменитые повара, такие как Энтони Бурден, Алон Шайя, Майкл Соломонов, Джоан Натан и другие начали включать шмальц в различные блюда и рецепты в рамках новых кулинарных тенденций, популяризирующих еврейские блюда.

## Технология получения
Изготовление шмальца заключается в нарезании жира птиц (гусей или кур) на мелкие кусочки, и вытапливании жира. Шмальц можно приготовить сухим способом, при котором кусочки готовятся на медленном огне и перемешиваются, постепенно выделяя расплавленный жир. Также существует мокрый способ, при котором жир плавится путем прямого впрыска пара. Затем обработанный шмальц фильтруют и осветляют. Домашний шмальц готовится путем разрезания гусиного или куриного жира на мелкие кусочки и плавления в кастрюле на слабом или умеренном огне, как правило, с луком. После извлечения большей части жира растопленный жир процеживают через марлю в емкость для хранения. Оставшиеся темно-коричневые хрустящие кусочки кожи и лука являются шкварками.
Ещё один несложный способ — использовать густой навар супа или бульона. После того, как гусь или курица сварится в кастрюле или мультиварке, бульон охлаждается, жир поднявшийся наверх, собирается и охлаждается. Снятый жир тоже можно считать самым простым вариантом шмальца.

## Применение. Кулинарные традиции

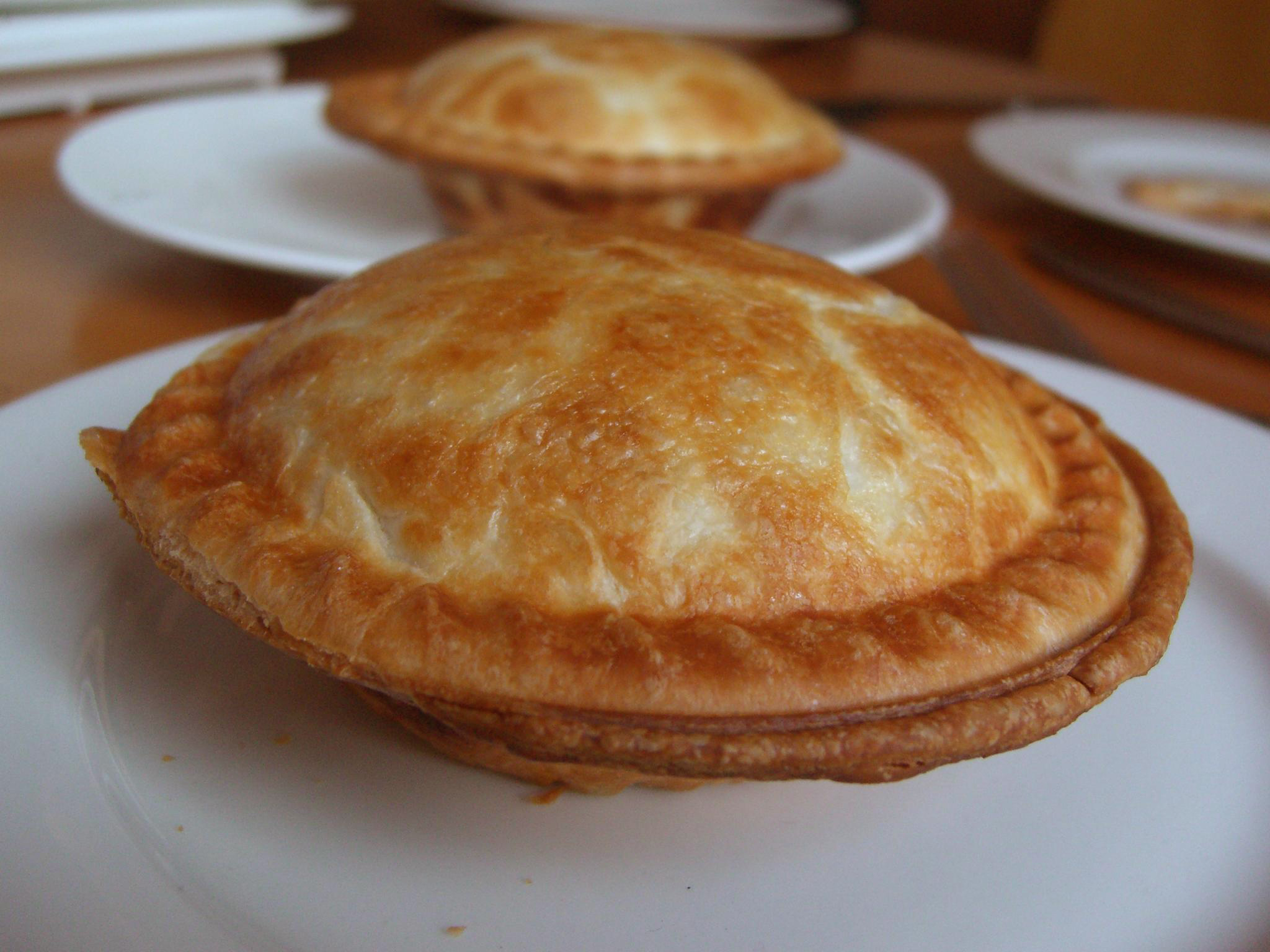
Печёный мясной пирог, в который при изготовлении зачастую добавляется гусиный смалец

Гусиный смалец широко используется как кондитерский жир, усилитель вкуса и жировая/ароматизирующая приправа. На смальце можно жарить практически всё: от яиц до картофеля. Блюдо только приобретает от такой жировой основы.
Гусиный смалец может непосредственно употребляться в пищу. Вместе со шварками, которые в таком варианте предпочтительнее, есть варианты заправки смальца жареным луком (в составе шкварок), солью, перцем, чесноком, майораном и тому подобными пряностями. Это блюдо называется грибенес. Смалец в таких комбинациях становится сытной намазкой для хлеба, особенно если смалец смешивается с жареным или отварным гусиным же мясом. Кашубы, чехи, словаки, северные немцы веками применяли смалец в качестве заправки для первых блюд.

Кухни Польши, Чехии, Словакии и регионов Северной Германии имеют рецепты питательных супов на гусином мясе и потрошках: крупники на гусиных желудках, кислые супы с овсянкой, бульоны с гусиными субпродуктами. Гусиный смалец выступал традиционной составляющей в их рецептах.
В народной медицине чистый смалец применялся при простудных заболеваниях, его добавляли в горячее молоко (обычно вместе с мёдом).
Гусиный смалец также начал использоваться в различных, ранее нехарактерных для еврейской кухни, продуктах и блюдах, таких как кукурузный хлеб, печёные мясные пироги (широко распространённая в США и Канаде разновидность мясного пирога) и других в качестве усилителя вкуса и для придания характерного аромата.